# Shosanbetsu
Shosanbetsu (jap. 初山別村 Shosanbetsu-mura) – wieś w Japonii, w prefekturze Hokkaido, w podprefekturze Rumoi. Według danych na rok 2020 miejscowość zamieszkiwało 1 080 mieszkańców , a gęstość zaludnienia wyniosła 3,9 os./km².